# Elaphoglossum blanchetii
Elaphoglossum blanchetii är en träjonväxtart som först beskrevs av Georg Heinrich Mettenius, och fick sitt nu gällande namn av Carl Frederik Albert Christensen. Elaphoglossum blanchetii ingår i släktet Elaphoglossum och familjen Dryopteridaceae. Inga underarter finns listade.